# Stanford-gevangenisexperiment
Het Stanford-gevangenisexperiment is een spraakmakend sociaal-psychologisch experiment dat in 1971 werd uitgevoerd in de kelders van de Stanford-universiteit. Het experiment was opgezet door Philip Zimbardo en werd door hem geduid als een bewijs van situationisme ("de externe situatie bepaalt persoonsgedrag"). De kritiek hierop was bij aanvang aanwezig (bijv. Erich Fromm) en klonk later veel luider naarmate meer bekentenissen verschenen over de dubieuze methodologie die gebruikt was.
Sommige bevindingen van het experiment zijn in twijfel getrokken en het experiment is bekritiseerd wegens onwetenschappelijke methodologie en mogelijke fraude. Terwijl het experiment probeerde aan te tonen dat gevangenisbewakers instinctief sadistische en autoritaire persoonlijkheden omarmden, gaf Zimbardo de bewakers de opdracht om psychologische controle over de "gevangenen" uit te oefenen. Critici merkten ook op dat sommige van de deelnemers zich op een manier gedroegen die het onderzoek zou helpen, zodanig dat (zoals een bewaker na afloop van het experiment getuigde) "de onderzoekers iets hadden om mee te werken". Varianten van het experiment zijn uitgevoerd door andere onderzoekers, maar geen van deze pogingen hebben de resultaten van het Stanford-gevangenisexperiment kunnen repliceren.

## Samenvatting
Studenten werden willekeurig in twee groepen van twaalf opgesplitst: gevangenen en bewakers. Na korte tijd begonnen de studenten zich naar hun rol te gedragen: gevangenen werden onderdanig en bewakers kwamen in de verleiding om hun macht te misbruiken.
Het experiment werd stopgezet toen Christina Maslach, een studente die interviews afnam in de 'gevangenis' en een verhouding had met Zimbardo, ernstige kritiek op de mensonterende omstandigheden uitte. Slechts zes dagen van de geplande twee weken werden volgemaakt. Zimbardo merkte achteraf op dat van de vijftig buitenstaanders die kennis hadden van het gevangenisexperiment Maslach de enige was die vraagtekens had bij de morele kant ervan.
Het experiment toont de dramatische gevolgen van normale, gezonde studenten die in een namaakgevangenis werden gestopt. Het is een klassiek geworden voorbeeld van de kracht van de sociale situatie.

## Het gevangenisexperiment
Een groep van 24 Amerikaanse doorsnee-jongens uit de middenklasse, die aan het begin van het experiment niet van elkaar verschilden, zou twee weken lang gesplitst worden in de rol van bewaker of gevangene in een namaakgevangenis. Het toeval bepaalde de rolverdeling. Twaalf jongens mochten een uniform aandoen en kregen als opdracht: 'zorg voor orde maar gebruik geen geweld'. De twaalf anderen kregen een gevangenisplunje aan. Zimbardo en zijn collega's wilden weten wat er in zo'n verdeling van rollen zou gebeuren.
De onderzoekers gaven de bewakers instructies over hoe met de gevangenen om te gaan. Ze waren suggestief en toonden voorts een grote mate van identificatie tussen onderzoekers en bewakers:

We kunnen verveling creëren. We kunnen ze een gevoel van frustratie geven. We kunnen ze bang maken... Zij zullen niets kunnen doen en niets kunnen zeggen wat wij niet toestaan. We gaan hun individualiteit op diverse manieren afnemen, en op geen enkel moment zal iemand hen bij hun naam noemen; ze zullen nummers krijgen en met hun nummers worden aangesproken. Over het algemeen zou dit een gevoel van machteloosheid moeten opleveren. Wij hebben de totale controle over de situatie. Zij geen enkele.
— Zimbardo, 2007

Al snel gebruikten de 'bewakers' opdrukken met één hand op de rug als straf. Opstandige 'gevangenen' werden met een brandblusser bespoten en moesten zich in de groep uitkleden. Eenzame opsluiting werd ook uitgevoerd. De agressie van de bewakers werd sterker naarmate het onderzoek langer duurde.
Sommige bewakers hadden er lol in om de gevangenen als beesten te behandelen. Niemand van de deelnemers gaf gedurende het experiment aan dat er grenzen waren overschreden en dat het moest stoppen. Op een bepaald moment gebeurden de mishandelingen 's nachts omdat er werd gedacht dat de onderzoekers het dan niet zouden opmerken. Een meerderheid was niet langer in staat onderscheid te maken tussen hun rol en hun eigen ik. In bijna elk onderdeel van hun gedrag, gedachten en gevoelens was er verandering te zien.
Niet enkel de proefpersonen gingen tot het uiterste, ook de onderzoekers trapten in hun eigen val. Ze hadden buitenstaanders nodig om in te zien wat ze aan het doen waren. Toen een collega Zimbardo een technische vraag stelde, reageerde hij niet als wetenschapper, maar als gevangenisdirecteur. Pas toen Christina Maslach boos werd over het feit dat de 'gevangenen' met een zak over het hoofd en aan de enkels geketend naar de wc werden geleid, besefte Zimbardo dat er iets fout ging. Na zes van de veertien voorziene dagen werd het experiment toen stilgelegd.

## Getuigenissen
Na afloop getuigde bewaker John Markus dat de onderzoekers hem al op de tweede dag aangespoord hadden om zich te misdragen. Op zijn antwoord dat agressie meestal niet werkt, had hij een geïrriteerde repliek gekregen: "We proberen de stereotiepe bewaker neer te zetten, jouw individuele stijl is te slap geweest."
In 2005 schreef de hoofdconsulent van het experiment dat het een farce was geweest. Hij had zeventien jaar in San Quentin State Prison gezeten en was juist daarom door Zimbardo benaderd om deel uit te maken van het onderzoeksteam. Niet toevallig kwamen zijn eigen ervaringen in het gevangenissysteem terug in het gedrag van de bewakers in het experiment: zakken over het hoofd, aan elkaar ketenen, emmers voor ontlasting... Hij gaf ronduit toe dat de bewakers hiertoe waren aangemoedigd en dat de misdragingen tot de grondregels van het experiment behoorden. Achteraf bezien beschouwde hij zich als een onopzettelijke medeplichtige aan een toneelopvoering.

## Reproductie
Het oorspronkelijke experiment valt niet exact te reproduceren wegens de onethische opzet. Reality tv bood echter een gelegenheid om het over te doen, zij het minus de onwetenschappelijke tussenkomst van de onderzoekers. Het BBC-gevangenisexperiment werd uitgevoerd in 2002 en kwam op het scherm als The Experiment. De studie, onder begeleiding van Steve Reicher en Alex Haslam, leverde het omgekeerde op van Zimbardo's bevindingen: er trad solidarisering op tussen bewakers en gevangenen, en de sfeer werd zo gemoedelijk dat het als televisie vrij saai was. De resultaten gaven aanleiding tot een tiental wetenschappelijke publicaties.